# An Evening with John Petrucci and Jordan Rudess
An Evening with John Petrucci and Jordan Rudess to koncertowy album pianisty Jordana Rudessa oraz gitarzysty Johna Petrucciego zrealizowany 10 czerwca 2000 roku podczas występu muzyków w Helen Hayes Performing Arts Center, Nyack w Nowym Jorku. Wydany w 11 grudnia 2000 roku przez Sound Mind Music, ponownie 18 maja 2004 roku przez Favored Nations.
State of Grace pierwotnie został wydany na albumie grupy LTE pt. Liquid Tension Experiment.

## Lista utworów
1. "Furia Taurina" – 10:10
2. "Truth" – 9:48
3. "Fife and Drum" – 9:30
4. "State of Grace" – 5:45
5. "Hang 11" – 11:38
6. "From Within" – 5:21
7. "The Rena Song" – 7:03
8. "In the Moment" – 6:27
9. "Black Ice" – 10:54
10. "Bite of the Mosquito (studio version)" – 1:53